# Ушацка, Анита
Анита Ушацка (латыш. Anita Ušacka) — латвийская судья, судья Международного уголовного суда, профессор права. За время своей профессиональной деятельности была избрана судьёй Конституционного суда Латвийской Республики и судьёй Международного уголовного суда (судебное и апелляционное отделения). Она также была председателем апелляционного отделения Международного уголовного суда с 2011 по 2012 годы. В отставке с 2015 года. 

## Семья и образование
Родилась 26 апреля 1952 года в Риге, Латвия. Единственная дочь Артура Ушацкис и Анны Кронтале, в семье которых воспитывалось ещё два старших брата – Иварс (1944 года рождения) и Юрис (1948 года рождения). 13 декабря 1980 года родился сын Алексейс Ушацкис. Судья Ушацка замужем за Петером Вилкицки.
Ушацка провела своё детство в Риге, где окончила среднюю школу. С 1970 по 1975 годы училась на юридическом факультете Латвийского университета по специальности «правоведение». После его окончания поступила в аспирантуру на юридический факультет Московского государственного университета на кафедру административного и финансового права (заведующий — профессор Ю.М. Козлов). В 1980 году успешно защитила диссертацию на тему «Управление промышленностью Латвийской ССР (административно-правовой аспект)»
на соискание учёной степени кандидата юридических наук (научный руководитель — профессор А.П. Алёхин).
В 1991 году изучала право прав человека в Международном институте по правам человека в Страсбурге, Франция. В 1993—1994 гг. занималась научно-исследовательской деятельностью в сфере сравнительного уголовного права и права прав человека в школе права университета Нотр-Дам (англ. The Notre Dame Law School), Саут-Бенд, Индиана, США. После получения стипендии для изучения сравнительного уголовного права, в 1994 году провела шесть месяцев в качестве исследователя в Институте имени Макса Планка по зарубежному и международному уголовному праву (англ. Max Planck Institute for Foreign and International Criminal Law), Фрайбург, Германия.
В 2006 году Аните Ушацке было присвоено звание почётного доктора юриспруденции школой права Льюиса и Кларка (англ. Lewis and Clark Law School), Портленд, Орегон, США. В своей инаугурационной речи судья особое внимание уделила значению развития глобальной системы, основанной на верховенстве права и защите прав человека. В 2015 году ей было присвоено звание почётного профессора в Университете Сан Игнасио де Лойола Universidad San Ignacio de Loyola) в Лиме (Перу).  В том же году в знак признания её заслуг как юриста-международника она была награждена дипломом Межамериканской академии международного и сравнительного права в Лиме (Перу) и стала почётным членом этой Академии.  В 2019 году она была ей было присвоено звание почётного доктора права Восточноевропейского университета в Тбилиси (Грузия).

## Профессиональная карьера
После окончания Латвийского университета занималась преподавательской и научной деятельностью. Свою академическую карьеру начинала как ассистент на кафедре основ права, в 1980 году была назначена на должность преподавателя, в 1982 году — на должность старшего преподавателя, в 1989 — заведующего кафедрой, в 1993 году — доцента.
Назначена ассоциированным профессором в Рижской высшей школе права в 1999 году,  в 2002 году стала полноправным профессором в Латвийском университете. За своё время своей работы в Латвийском университете ввела новые дисциплины: «сравнительное правоведение» для студентов юридического факультета, «права человека» и «публичное право» для студентов неюридических специальностей. В 1999 году была приглашена профессором в Университет Роберта Шумана (англ. Robert Schuman University) в Страсбурге, Франция, где преподавала курс «Развитие конституционализма в Латвии и права человека». В 2002 по 2003 годы преподавала сравнительное конституционное право в школе права Льюиса и Кларка (англ. Lewis and Clark Law School).
С 1998 по 2001 годы судья Ушацка была директором программы по сотрудничеству между школой права Льюиса и Кларка (англ. Lewis and Clark Law School) и юридическим факультетом Латвийского университета. В партнёрстве со школой права Льюиса и Кларка, судья Ушацка была соавтором заявки на 3-летний грант в размере 120 тыс. долл. США, которая была одобрена Бюро по образованию и культурных связях Информационного агентства США.
Спустя два года после восстановления независимости Латвии, Ушацка была назначена на должность исполнительного директора ЮНИСЕФ в Латвии, в круг её обязанностей входили вопросы, связанные с защитой прав детей и обеспечению соответствия законодательства Латвии Международной конвенции по правам ребёнка.
В июне 1994 года Сейм Латвии внёс изменения в Закон «О судебной власти»  основав первый в истории страны Конституционный суд. В 1996 году Анита Ушацка по представлению парламента была избрана одной из шести судей в Конституционный суд Латвийской Республики на 10-летний строк.
В 2002 году Ушацка была выдвинута  Латвийской Республикой в качестве кандидата на должность судьи в новосозданный Международный уголовный суд, расположенный в Гааге, Нидерланды. Она была одной из 18 судьёй (из 43 кандидатур), избранных Ассамблеей государств-участников в первый состав судейского корпуса МУС. Судья Ушацка была одной из 7 женщин и единственной судьёй, избранной от группы государств Восточной Европы. Она была приведена к присяге на первом заседании суда 11 марта 2003 года. После избрания судей в Международный уголовный суд, президент Ассамблеи государств-участников путём жеребьёвки определил строк назначения судьёй на трёх-, шести- или девятилетний строк. Судьи, избранные на трёхлетний строк, имели право быть переизбранными. Будучи избранной на трёхлетний период, судья Ушацка была в 2006 году переизбрана на новый девятилетний строк, который истёк в 2015 году.
После инаугурации в 2003 году, судьи были назначены в различные судебные отделения. Во время своего первого трёхлетнего периода, судья Ушацка была прикреплена к Первой судебной палате. С 2007 по 2009 годы была временно переведена в Первую палату предварительного производства, в компетенции которой было дело «Прокурор против Жермана Катанги и Матье Нгуджоло Чуи» и которая утвердила обвинение против обоих подозреваемых лиц.
Во время пребывания судьи Ушацки в Первой палате предварительного производства, эта палата по заявлению прокурора выдала ордер на арест действующего президента Судана Омара аль-Башира. На пленарном заседании судей в марте 2009 года была назначена в апелляционное  отделение, где председательствовала с апреля 2011 по март 2012 года.
Во время пребывания в должности судья Ушацка опубликовала несколько широко обсуждавшихся особых мнений, в частности по делам Любанги, Кениятты, Аль-Башира, ситуации в Ливии и других.
Дело Lubanga (https://www.icc-cpi.int/RelatedRecords/CR2013_04193.PDF, see pages 17-22, Nourain and Jamus (https://www.icc-cpi.int/RelatedRecords/CR2012_06628.PDF), Libya (https://www.icc-cpi.int/RelatedRecords/CR2014_06758.PDF), Kenya-Ruto (https://www.icc-cpi.int/RelatedRecords/CR2013_07732.PDF), Kenya-Kenyatta (https://www.icc-cpi.int/CourtRecords/CR2011_16047.PDF), Lubanga (https://www.icc-cpi.int/RelatedRecords/CR2014_09850.PDF), and Al-Bashir (https://www.icc-cpi.int/CourtRecords/CR2009_01517.PDF, after page 95)

## Научная деятельность и публикации
У судьи Ушацки большой опыт преподавания и множество публикаций в различных отраслях права, включая конституционное право, административное право, международное право, международное уголовное право и процесс, сравнительное правоведение и право прав человека. В числе последних публикаций:
1. “The International Criminal Court in Action: Challenges in Fighting Impunity”, IUS NOVUM, , no. 1 (2014), pp. 11–45.[12]
2. «Обещания исполнены? Некоторые размышления о деятельности Международного уголовного суда в его первое десятилетие» (англ.“Promises Fulfilled? Some Reflections on the International Criminal Court in Its First Decade”), Criminal Law Forum, vol. 22, no. 4 (2011), p. 473-492 (недоступная ссылка).
3. «Дальнейшее развитие Международного уголовного суда» (англ. “Building the International Criminal Court”), Pacific McGeorge Global Buisness & Development Law Journal, vol. 23, no. 2 (2011), p. 225-242.

С 1997 года судья Ушацка – активный член Международной ассоциации женщин-судей,  которая поддерживала её кандидатуру для избрания в Международный уголовный суд. Несколько раз Ушацка участвовала в конференциях ассоциации, в том числе в 1998 году выступила на конференции в Оттаве, Канада, с докладом «Ребёнок как свидетель и его юридический статус в законодательстве Латвии». В мае 2006 года она возглавила сессионное заседание на Восьмой двухгодичной конференции ассоциации, посвящённой теме «Независимое правосудие: культура, религия, пол, политика», которая проводилась в Сиднее, Австралия.  С 2004 года – член Европейской группы по публичному праву (англ. European Group of Public Law). В прошлом – часто участвовала в конференциях, организованных Центром по публичному праву (англ. Center of Public Law) в Афинах, Греция.  Судья Ушацка участвовала в различных конференциях по международному уголовному праву. Она также принимает активное участие в конференциях в России и публикует статьи на русском языке. Из избранных публикаций на русском языке нижеследующие:
1. Ушацка А. Международный уголовный суд, принцип комплементарности и глобализация уголовного права // Научные основы уголовного права и процессы глобализации: Материалы V Российского конгресса уголовного права Архивная копия от 4 марта 2016 на Wayback Machine (27-28 мая 2010 года). – Москва: Проспект, 2010. С. 217-222.
2. Ушацка А. Международный уголовный суд и право на справедливое судебное разбирательство // Сравнительное конституционное обозрение, 2009. № 1 (68). С. 117-130.
3. Ушацка А. Международный уголовный суд и право на справедливое судебное разбирательство // Международное уголовное правосудие / Под ред. Г. И. Богуша, Е. Н. Трикоз. М.: Институт права и публичной политики, 2009. С. 275-294.
4. Ушацка А. Очерк деятельности Международного уголовного суда // Международный уголовный суд: проблемы, дискуссии, поиск решений / Под ред. Г.И. Богуша, Е.Н. Трикоз. М.: Европейская комиссия, 2008. С. 32-40.
5. Ушацка А. Международный уголовный суд и национальное уголовное право  // Системность в уголовном праве Материалы II Российского конгресса уголовного права,(31 мая - 1 июня 2007). –  Москва, 2007. (недоступная ссылка) С. 423-426.
6. Ушацка А. Режим дополнительности Международного уголовного суда  // Международное право - International Law. 2007. №1(29). С. 5-40.
7. Ушацка А. Роль конституционного суда в защите избирательных прав: пример Латвии // Сравнительное конституционное обозрение, 2005. № 1 (50). С. 83-85.

Судья Ушацка входит в редакционный совет научного правового журнала «Международное правосудие».
Из последних научных конференций в области международного и уголовного права в России судья Ушацка приняла участие и выступила на следующих:
1. V Российский конгресс уголовного права «Научные основы уголовного права и процессы глобализации», МГУ им. М. В. Ломоносова, 27-28 мая 2010 года, Москва Архивная копия от 4 марта 2016 на Wayback Machine.
2. Международная конференция «Международное уголовное правосудие: современное состояние и перспективы развития», организованная Институтом права и публичной политики совместно с Российской ассоциацией международного права (РАМП) в рамках проекта «Продвижение в России принципов международного уголовного правосудия», 6 февраля 2009 года, Москва.
3. Научно-практический семинар «Международное уголовное правосудие: современные проблемы» в рамках реализуемого Институтом права и публичной политики проекта «Продвижение в России принципов Международного уголовного правосудия», 3 октября 2008 года, Санкт-Петербург.
4. II Российский конгресс уголовного права «Системность в уголовном праве», МГУ им. М. В. Ломоносова, 31 мая 2007 года, Москва (недоступная ссылка).
5. Международный круглый стол «Законодательство об имплементации Римского статута в Российской Федерации: проблемы и перспективы», организованный совместно Институтом законодательства и сравнительного правоведения при Правительстве РФ и Институтом права и публичной политики в рамках проекта Европейского союза (Программа EIDHR) «Информационная и ратификационная кампания о деятельности Международного уголовного суда в России, Турции и странах Центральной Азии», 7 июня 2007 года, Москва.
6. Международная конференция "Нюрнбергский процесс и проблемы международной законности", 9-10 ноября 2006 года, Москва.

## Внешние ссылки
- Биография на портале МУС (англ.)